# آسبیورن بودال
آسبیورن بودال (نروژی: Asbjørn Bodahl; ۲۰ آوریل ۱۸۹۶ – ۲۱ دسامبر ۱۹۶۲) ژیمناست هنری اهل نروژ بود.